# Jeanne FitzAlan
Jeanne FitzAlan, comtesse de Hereford, d'Essex et de Northampton (1347-7 avril 1419) est l'épouse de Humphrey de Bohun. Elle est la mère de Marie de Bohun, première épouse du roi Henri IV, et d'Éléonore de Bohun, duchesse de Gloucester. Elle est la grand-mère maternelle du roi Henri V.
En 1400, elle donne l'ordre de décapiter Jean Holland pour se venger du rôle qu'il avait joué dans l'exécution de son frère, Richard FitzAlan.
Les domaines constituant son douaire font d'elle l'un des principaux propriétaires terriens de l'Essex.

## Famille
Jeanne FitzAlan est née en 1347 au château d'Arundel, dans le Sussex. Elle est le deuxième enfant et la première fille de Richard FitzAlan, comte d'Arundel et de sa deuxième épouse Éléonore de Lancastre . Ses grands-parents paternels sont Edmond FitzAlan et Alice de Warenne, et ses grands-parents maternels sont Henri de Lancastre et Maud Chaworth.

## Mariage et descendance
Quelque temps après le 9 septembre 1359, Jeanne épouse l'un des aristocrates les puissants du royaume, Humphrey de Bohun, 7e comte de Hereford, 6e comte d'Essex, 2e comte de Northampton et connétable héréditaire d'Angleterre. Il est le fils de Guillaume de Bohun et d' Élisabeth de Badlesmere. Leur mariage unit deux des familles nobles les plus importantes du royaume, et cette alliance est renforcée par le mariage de son frère aîné Richard avec la sœur de Humphrey, Élisabeth.
Humphrey et Jeanne ont deux filles qui, à la mort de leur père, se partagent ses vastes domaines :
- Éléonore de Bohun (vers 1366 - 3 octobre 1399), en 1376, elle épouse Thomas de Woodstock, duc de Gloucester, le plus jeune fils du roi Édouard III d'Angleterre et de Philippa de Hainaut. Le couple a cinq enfants, dont Anne de Gloucester.
- Marie de Bohun (1369/70 - 1394), le 27 juillet 1380, elle épouse Henri de Bolingbroke, futur Henri IV d'Angleterre. Elle meurt avant qu'il ne monte sur le trône. Le couple a six enfants, dont le roi Henri V d'Angleterre.

## Veuvage
Jeanne devient veuve en janvier 1373 à l'âge d'environ 25 ou 26 ans, et elle choisit de ne pas se remarier. Ses deux filles deviennent des pupilles d'Édouard III. Quelque temps après la mort de son mari, elle reçoit du roi le manoir de Langham, qu'elle conserve jusqu'à sa mort , parmi les autres manoirs qu'elle possède. Les nombreux domaines qui constituent sont douaire font d'elle l'un des principaux propriétaires terriens de l'Essex . Cela la place au centre d'une puissante structure de la noblesse terrienne, qui lui servent de conseillers et d'officiers tandis qu'elle agit comme "arbitre dans les transactions immobilières et intercesseur auprès du gouvernement royal" .
Pendant la révolte des paysans de 1381, certains des manoirs de Jeanne sont mis à sac par les rebelles, mais cela ne la dissuade pas d'étendre et d'industrialiser ses terres après la répression du soulèvement, notamment en encourageant la teinture et le foulonnage de drap de laine sur certains de ses domaines tels que Saffron Walden .
Au Public Record Office, à Londres, il existe un document en latin qui enregistre le versement d'une somme à Jeanne par Jean de Gand pour l'entretien de sa fille Marie après le mariage de cette dernière jusqu'à sa majorité en 1384 .
Membre de la guilde religieuse de Sainte-Hélène à Colchester, Jeanne y fonde des chapelles. Elle soutient également l'abbaye de Walden, et finance l'achat de reliques, de vases, de vêtements et la construction de nouveaux bâtiments . Elle est décrite dans les State Rolls comme étant une "grande bienfaitrice" des monastères d'Essex .

## Exécution de Jean Holland, 1er duc d'Exeter
En 1397, le frère de Jeanne, Richard FitzAlan, comte d'Arundel et Lord Appellant, est exécuté à Tower Hill pour son opposition au roi Richard II d'Angleterre. Le demi-frère du roi, Jean Holland, 1er duc d'Exeter et comte de Huntingdon, le mène jusqu'à l'échafaud en tant que représentant du roi. Moins de trois ans plus tard, en 1400, lorsque Jean Holland rejoint un complot pour assassiner le nouveau roi Henri IV et est capturé près de la résidence principale de Jeanne, Pleshy Castle dans l'Essex, il lui est remis pour punition. Décrite comme ayant un «caractère sévère»  elle ne montre aucune pitié et ordonne promptement sa décapitation après avoir convoqué les enfants de son frère pour assister à l'exécution. Après la décapitation sans procès, elle ordonne que la tête de Jean Holland soit placée au bout d'une pique placée sur les créneaux du château de Pleshy .
Henri IV récompense Jeanne pour ses services à la Couronne en lui accordant la garde de terres et propriétés confisquées. Quand il meurt en 1413, c'est le petit-fils de Jeanne, Henri V, qui lui succède, et jusqu'à sa mort en 1419, un grand nombre de domaines confisqués restent sous son contrôle .

## Décès
Jeanne FitzAlan meurt le 7 avril 1419 et est inhumée aux côtés de son mari en l'abbaye de Walden.